# ترومپین ویئش
ترومپین ویئش (به لاتین: Trąbin-Wieś) یک روستا در لهستان است که در Gmina Brzuze واقع شده‌است.